# کایسا پارویانن
کایسا پارویاینن (فنلاندی: Kaisa Parviainen؛ ۳ دسامبر ۱۹۱۴ – ۲۱ اکتبر ۲۰۰۲) پرتاب‌گر نیزه اهل فنلاند بود.
وی در مسابقات کشوری و بین‌المللی در مجموع برندهٔ ۱ مدال نقره شده‌است.